# サイバーコマンド
『サイバーコマンド』 (CYBER COMMANDO) はナムコ（後のバンダイナムコエンターテインメント）が1994年に発売したFPS / TPS形態の対戦型アーケードゲーム。UGSFシリーズの一つである。
雑誌などの資料や媒体によっては『サイバーコマンドー』と語尾を伸ばして表記される場合もある。

## 概要
前年に発売された『サイバースレッド』の続編にあたる。2本のアナログジョイスティックにより自機を操作する対戦型のFPSという基本スタイルを踏襲しつつ、一人プレイ時におけるストーリーやボスキャラ戦の導入によって前作よりストーリー性を持たせている。また本作は前作と異なりパイロットのキャラクターは撤廃され、世界観や雰囲気も全体として前作よりSF色をより強調した作りとなっている。グラフィックも、当時としては非常に高い3Dポリゴン描画性能を有したSYSTEM22基板の採用により、テクスチャマッピングなどが導入されて前作から大幅に向上。先程の通り対戦だけでなく一人プレイにも重点を置いた今作では一人プレイ専用のシングル筐体も運用された（二台を接続すれば通信対戦も可能）。最初から二台連結されていた前作の筐体への換装キットも発売。
本作の企画に携わった旧ナムコの山本健康は、自身のデビュー作でもあった本作を「1994年当時の業界最高性能のハード、最高のスタッフで開発した、最高水準の対戦シューティングゲーム」「あれほどゾクゾクするようなスリルと駆け引きがあるゲームは少ない」と自賛しつつも、「悲劇の名作」「大コケ」であったと語っており、意欲作ながらも商業的には不調であったとされる。
細江慎治、石川哲彦による音楽は高く評価されたものの、当時サウンドトラックは発売されなかった。サウンドトラックは2015年にスーパースィープより、細江慎治 WORKS VOL.5 ～サイバーコマンド～ として発売された。

## ストーリー
スペースコロニー「ウラヌス」を管理する人工知能コンピュータが、単調な毎日を過ごすうちに鬱病に似た症状に陥り、自殺願望を抱くに至った。そしてついに、コロニーは地球への落下を開始した。地上への被害が予想される一方、コロニー内にも多数の住民が居住しているため、核攻撃による対処は不可能である。プレイヤーはUGSF戦車部隊の一員となってコロニーに乗り込み、ビークルと呼ばれる戦車を操作して、コンピュータに操られる無数のビークルを撃破しながら中枢部を目指し、コンピュータの本体を破壊して大惨事を阻止しなければならない。

## システム
基本的なゲームシステムは概ね前作『サイバースレッド』を踏襲する。ただし、各機体が敵機のレーダーを自動的に妨害する機能を持つことや、弾薬の補給に関する細部の仕様などは前作と異なっている。

### 操作方法
視点は一人称視点、後方視点、俯瞰視点を任意に選択することが可能。ビークルと呼ばれる自機の8方向移動および旋回動作は、2本のアナログジョイスティックの組み合わせによって行う。武器（ウェポン）は人差指のトリガーで撃つ機銃などのサブウェポン系と、親指側のボタンで撃つミサイル系の2種類。移動と攻撃は同時に行うことができる。

### ルール
プレイヤーはレーダー形式のステージマップも参考にしながら、刻々と変化する自機、障害物、敵機、アイテム等の位置関係を把握しつつ、敵機との一対一の対戦での勝利を目指す。本作ではステージクリア制のシングルプレイのほか、乱入対戦プレイも可能となっている。制限時間内に敵を撃破できなかった場合、乱入対戦ではライフの多い側が勝利となるが、シングルプレイでは即ゲームオーバーとなる。このため、シングルプレイでは逃げ回ってタイムアップ勝ちを狙うことが不可能となっている。
ミサイル系ウェポン同士は相殺し合う性質を持つが、発射直後に僅かな再装填時間を必要とするため短時間での連続発射はできない。このため敵機の再装填時間を狙うことは重要なテクニックとなる。各種ウェポンには弾数制限があり、弾が切れたら各面に配置されるポッドと呼ばれるアイテムに攻撃を撃ち込み、活性化した上で回収して補給を行う必要がある。活性化せずに回収した場合の回復量は半分となる。
本作における各機体にはそれぞれジャミング能力が備わっている。これは機体ごとに異なる頻度で自動的に作動し、相手のレーダーを撹乱し機能不全にするもので、ジャミングを受けている間は、視界外もしくは障害物の背後にいる敵機の位置を確認する手段が失われる。各ビークルは素早く敵機に向き直る手段を持たず、また攻撃を正面にしか撃つことができないため、敵機を見失い側面や背後を取られることは非常に不利な状況を意味する。複雑に入り組んだステージで見失いがちな敵機の位置を把握し、有利な位置で射界を確保するための攻防は、前作と同じく本作でも重要な位置を占める。

## ビークル
プレーヤーが選択可能な機体（ビークル）は以下の6種類。前作『サイバースレッド』と異なり、機体ごとの武装の特性が差別化されている。
パースウェーダー (PERSUADER)
スピード、耐久力、攻撃力のバランスがとれた機体。サブウェポンである自動照準式の機銃は初心者にも当て易く、また中〜近距離から当て続けることで大きなダメージが期待できる。
機体幅が広く、ミサイル発射口が左側面に大きく張り出しているため障害物の陰から敵を狙い撃つのが容易な反面、その分だけ当たり判定も大きいという弱点も持つ。
機体のカラーリングは赤と白。
ピースキーパー (PEACE KEEPER)
射程の短い5発の無誘導ロケット弾を一度に扇状に発射する。2連装された無誘導タイプの機銃も威力が高く、近距離戦向きの機体。ミサイルの再装填は極めて遅く、積載数も少ない。スピードや耐久力は平均的な性能。
カラーリングは灰色。
ワイルドベア (WILD BEAR)
非常に鈍重だが耐久力が高く、中〜遠距離におけるミサイルの誘導性能が極めて高い。その誘導性能は、射出角度を左右に調節することによってカーブをかけ、障害物の後ろにいる敵に誘導させることが可能なほど。
半面、懐に飛び込まれると反撃手段に乏しく、近距離にばら撒くタイプの機銃も高性能とは言い難い。ミサイルの積載能力やジャミング能力の高さを生かして、機動力の低さを補うような立ち回りが求められる。
カラーリングは緑。
アンドロメダ (ANDROMEDA)
スピードが速く、武装の連射性能も高めな高機動型の機体。
その反面耐久力は極めて低く、またミサイルの積載数や射程には難があるため、肉薄しつつの強襲と逃走しながらの弾薬補給を繰り返すヒット・アンド・アウェイ的な運用が要求される。
カラーリングは青と白。
ムラサメ (MURASAME)
四脚型ビークルで、ムービーではホバー移動するが戦闘中は歩行移動する。サブウェポンが短射程だが敵メインウェポンを相殺できるレーザー（ムラサメソード）となっており、この武装のみチャージ式のため、アイテム回収による弾数回復を必要としない。ただし１射撃で連続的に発射して全エネルギーを消費するため、途中で止めて再発射などの細かく区切っての使用はできない。
ミサイルの積載数が多めで再装填時間も短いため連射が可能で、畳み掛けるような攻撃を得意とする反面、歩行移動のため移動速度は遅めで、耐久力もあまり高くない。
カラーリングは紫。
ブゥードゥー (VOODOO)
連射性や誘導性こそ低いものの、弾速と射程に優れたミサイルを備える機体。サブウェポンの小型ミサイルは威力こそ低いものの誘導性が高く、またジャミングの影響を受けないため、その弾道を手がかりにして敵の位置を割り出すことが可能。
比較的素早い上に機体が小型なため敵弾を避け易いが、耐久力は低め。
カラーリングは黒。

## ボスキャラ
以下の4体のボスキャラクターは、いずれも後半ステージの工場に登場する。ナイトメア以外の3体はどれも共通して大型で耐久力が高く、また攻撃を続けても弾薬を補給する必要がないという特徴を持つ。
メタルサーペント (METAL SERPENT)
ヘビをモチーフとした中ボス。前後に長い巨体が特徴。メインウェポンのミサイル、サブウェポンのビーム弾は連射、威力共に高く、正面に立つのは非常に危険。ただし旋回性能は劣悪。
ラフレシア (RAFFLESIA)
ラフレシアをモチーフとした中ボス。障害物越しにその姿を目視できる程の巨体を持つ。機体の上部からアームを利用して、放物線状の弾道を持つ種子型ミサイルをプレイヤー機の移動先に目掛けて無数に降り注がせる。
サブウェポンは全方位にビーム弾を撒き散らす攻撃で、威力はあるが射程は短い。
ジェネラル-D (GENERAL-D)
暴走したコンピュータ「ラーマ」を守る最後の砦。高い攻撃力とスピードを併せ持つ。副武装である二条のレーザーと、螺旋状に飛びながら加速する長射程のミサイルを撃ってくる。
迷路状のステージを高速で移動しながら攻撃してくるため、マップの構造を把握して戦わなければ、追いついて攻撃することも攻撃から逃れることも難しい。
ナイトメア (NIGHT MARE)
球状のラスボス。プレイヤー機によって破壊されたコンピュータから分離し、炎上する工場から脱出しようとするプレイヤー機を攻撃してくる。ナイトメアによる最初の攻撃は自動的に背後からの不意打ちとなる。
耐久力は低めだが機体が小さく動きが機敏で、攻撃を当てにくいなど、プレイヤー用のビークルに近い性能を持つ。弾速の速いミサイルと誘導性の高いサブウェポンを備える。

## ステージ構成
本作は対戦型シューティングという形式のため、いわゆる「〜面」といった形の面構成とは若干異なる。シングルプレイの場合、倒すべき敵は全部で10体。これらが3種類（都市、公園、工場）のステージに分かれてプレイヤーと対戦する。ステージと出現する敵は以下の順で固定となっている。ステージ間を移動する際には、プレイヤー機が次の目的地への移動を移動するデモシーンが流れる。
1. 都市 - ムラサメ、ピースキーパー、ワイルドベア
2. 公園 - アンドロメダ、パースウェーダー、ブゥードゥー
3. 工場（第1フロア） - メタルサーペント
4. 工場（第2フロア） - ラフレシア
5. 工場（第3フロア） - ジェネラル-D、ナイトメア

対戦プレイの場合、ステージの種類はランダムで強制的に決められ、プレイヤーが選択することはできない。
どのステージも共通して障害物が複雑に入り組んだ、迷路のような構造を持ち、複雑なマップ上で自機と敵機の位置を把握しながら戦うことが重要となる。

## サウンドトラック
- 細江慎治WORKS VOL.5

「CYBER SLED」「CYBER COMMANDO」「STARBLADE」のカップリング。